# 植入物 (醫學)

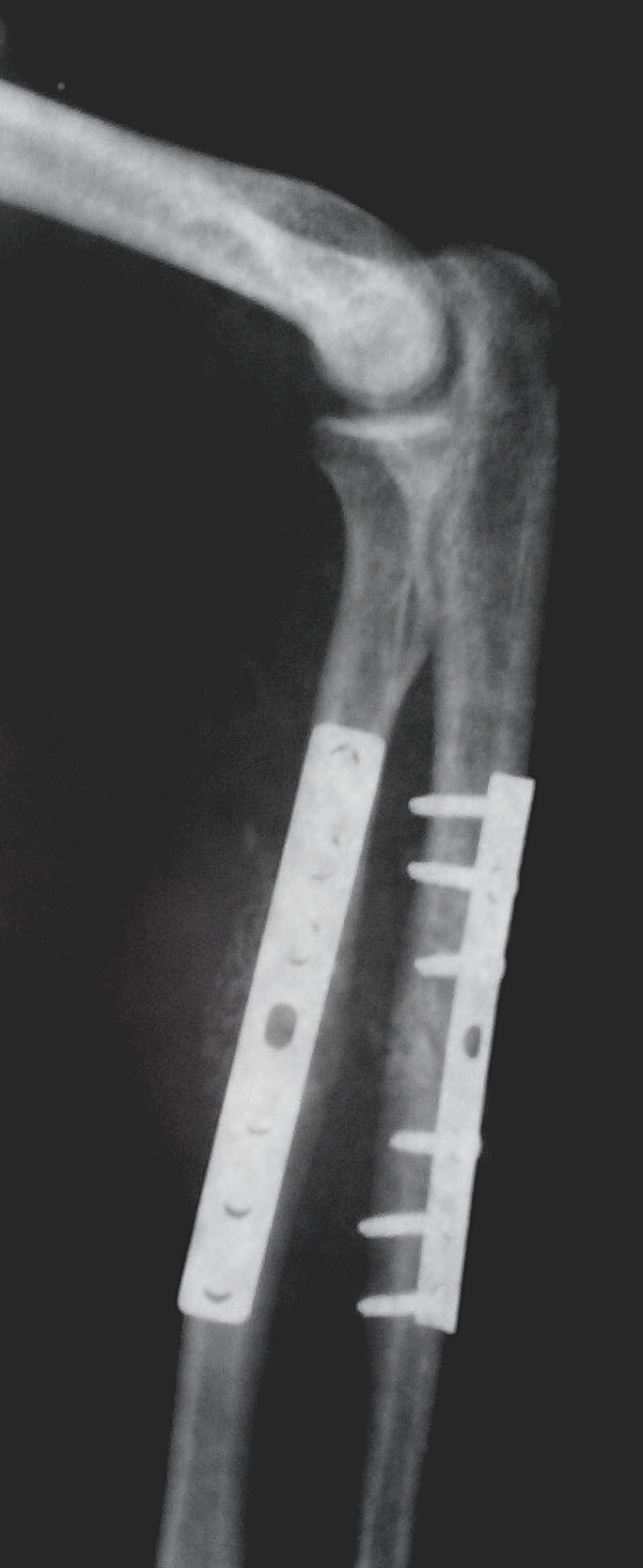
用於修復橈骨和尺骨骨折的骨科植入物。 注意尺骨的可見斷裂。（右前臂）

植入物（英語：plant），是一種醫療器械，用於替換缺失的生物結構、支撐受損的生物結構或增強現有的生物結構。與器官移植相比，醫療植入物是人造設備，移植是一種移植的生物醫學組織。與身體接觸的植入物表面可能由生物醫學材料製成，例如鈦、矽膠或磷灰石，具體取決於哪種材料最實用。在某些情況下，植入物包含電子設備，例如心臟起搏器和人工耳蝸。一些植入物具有生物活性，例如可植入藥丸或藥物洗脫支架形式的皮下給藥裝置。
常見的植入物有：
- 心脏起搏器
- 人工耳蜗
- 视觉假体
- 人工关节